# Ganaxolona
La ganaxolona, comercializada bajo el nombre comercial de Ztalmy, es un medicamento utilizado para tratar las convulsiones en personas con trastorno por deficiencia de quinasa dependiente de ciclina 5. Puede utilizarse en personas que tengan al menos 2 años de edad, y se toma por vía oral.
Los efectos secundarios de este medicamento incluyen somnolencia, fiebre, aumento de saliva y alergias estacionales; otros efectos secundarios pueden incluir pensamientos suicidas. Es un modulador positivo del receptor del ácido gamma-aminobutírico. A esteroide neuroactivo.
Este medicamento fue aprobado para uso médico en los Estados Unidos en el 2022. Es un medicamento huérfano en Europa y no aprobado en el Reino Unido a partir de 2022. 

## Historia
La Administración de Alimentos y Medicamentos (FDA) aprobó la ganaxolona basándose en la evidencia de un estudio único, doble ciego, aleatorizado y controlado con placebo (Estudio 1, NCT03572933) de 101 participantes con trastorno por deficiencia de cinasa tipo 5 dependiente de ciclina (CDKL5) que tenían más de  dos años de edad. El ensayo se llevó a cabo en 36 sitios en 8 países, incluidos Australia, Francia, Israel, Italia, Polonia, la Federación de Rusia, el Reino Unido y los Estados Unidos. Cuarenta y cuatro (40,7%) de los participantes eran ciudadanos de EE. UU. La seguridad se evaluó a partir de un conjunto de dos estudios clínicos. Estos incluyen el estudio de participantes con trastorno por deficiencia de quinasa tipo 5 dependiente de ciclina y un estudio clínico que incluyó a siete participantes adicionales de un ensayo de ganaxolona en niños y adultos jóvenes.